# Submarí nuclear

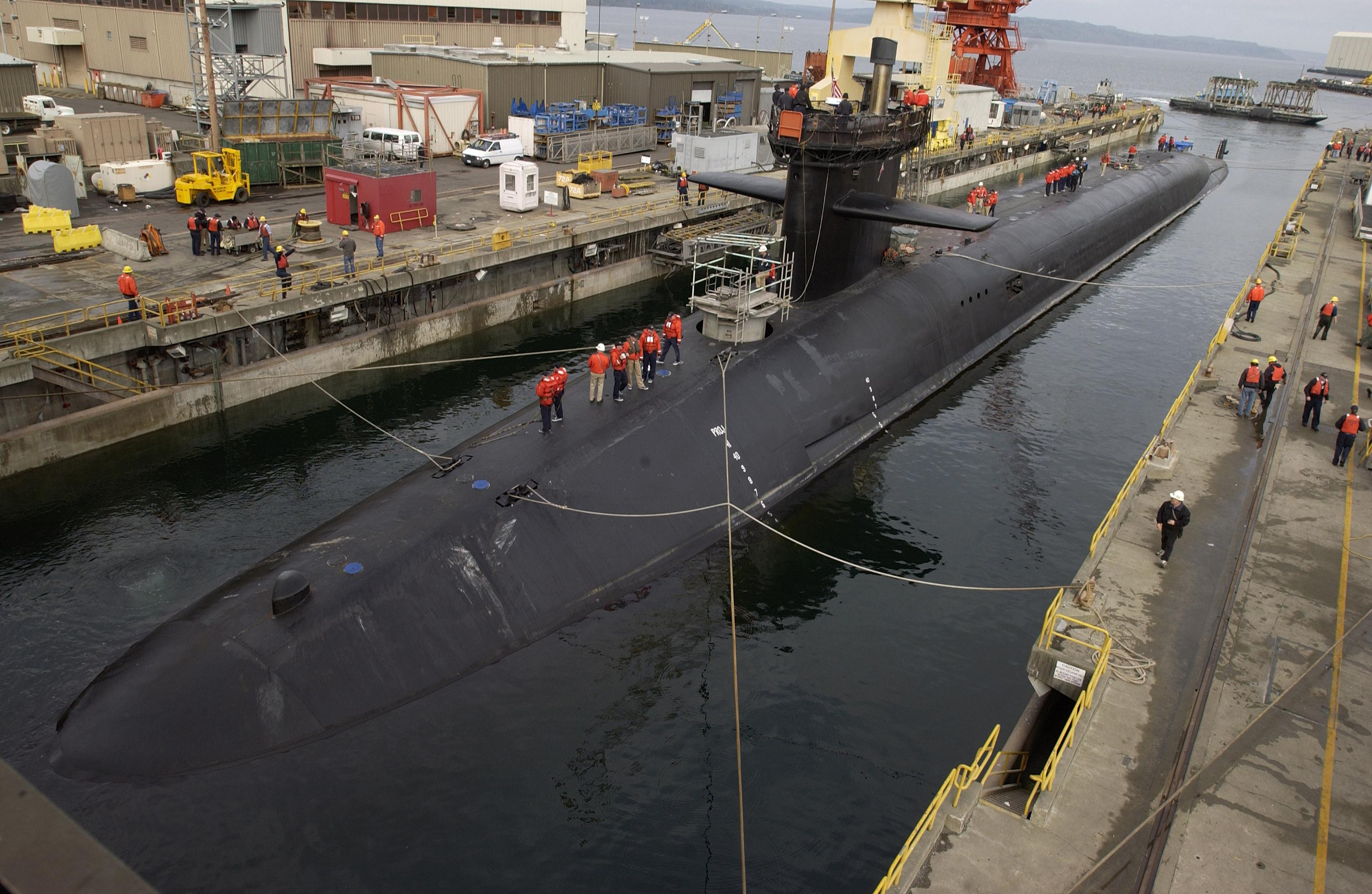
El submarí nuclear USS Michigan (SSGN-727) de la Marina dels Estats Units d'Amèrica.

Un submarí nuclear és un submarí que s'impulsa amb l'energia proporcionada per un reactor nuclear. Comparats amb els submarins dièsel, els submarins nuclears gaudeixen de molta més autonomia, i es redueix d'aquesta manera la necessitat de retornar a la superfície.
Per contra, el seu cost de fabricació i manteniment és molt més elevat. És per això que existeix un nombre relativament petit d'aquestes embarcacions. Un altre desavantatge respecte als submarins de propulsió dièsel/elèctrica és que el reactor nuclear mai s'atura completament, ja que el sistema de refrigeració ha de funcionar constantment per tal d'evitar una fusió. Fins al 1997, entre la Unió Soviètica i Rússia van construir 245 submarins nuclears, més que la suma de tota la resta del món, i la major part foren construïts a Severodvinsk.
Actualment, les armades dels Estats Units d'Amèrica, Rússia, el Regne Unit, França, la Xina i l'Índia compten amb submarins nuclears.